# بریگ، سوئیس
شهر بریگ در بخش بریگ در ایالت وله در کشور سوئیس واقع شده‌است که ۵٬۰۰۰ نفر  جمعیت دارد.